# Renzo Baraldi
Renzo Baraldi (Carpi, 14 aprile 1911 – Firenze, 17 dicembre 1961) è stato un pittore e scultore italiano.

## Biografia

### Anni giovanili
I suoi genitori, Dirce e Oreste, appartenevano al proletariato contadino da poco inurbato in paese. I suoi studi non proseguirono oltre le elementari, dovendo egli contribuire all'economia familiare fin da bambino.
Fin dalla sua infanzia fu appassionato osservatore della natura. Dal mondo della natura a quello dell'arte il passo fu spontaneo e Renzo si trovò quasi per istinto a modellare con la creta. Intorno ai vent'anni Renzo Baraldi fornì valide prove del suo talento creativo. Fu in quel tempo che ebbe la fortuna di imbattersi in un ricco mecenate di Carpi che lo incoraggiò a frequentare la Scuola d'Arte di Reggio Emilia, dove conobbe lo scultore Giovanni Vagnetti dal quale fu apprezzato e consigliato di trasferirsi all'Accademia di Belle Arti di Firenze (1933). Qui Baraldi, assistito dalla sua buona sorte, trovò come insegnanti il pittore Felice Carena e lo scultore Giuseppe Graziosi che in breve diventarono suoi amici e lo incoraggiarono a proseguire nel suo cammino.

### Percorso artistico
Enzo Faraoni, Silvio Loffredo, Quinto Martini e soprattutto Silvano Bozzolini furono i suoi compagni di percorso artistico in quel periodo. Ma la sua ricerca avveniva principalmente con pennelli e colori, nelle passeggiate solitarie nella campagna. La cultura ufficiale lo turbava e lo annoiava, e così erano rare le sue apparizioni alle Giubbe Rosse, in quel periodo crogiolo della cultura scapigliata fiorentina (1933 - 1943).
Sono di quel periodo i suoi dipinti a olio che rivelano il suo interesse per l'impressionismo, espresso anche dal suo stile di vita bohémien. Nello stesso tempo la provincia lo chiamava e i suoi frequenti viaggi a Carpi servivano a rifornirlo di spunti e riflessioni: lì, nella soffitta del Castello dei Pio che il comune di Carpi gli aveva concesso come studio per i suoi meriti artistici, fervevano discussioni su arte e politica. Alla lunga la cosa venne alle orecchie dei fascisti locali, ai quali non piacquero le critiche al regime e i giudizi negativi su Mussolini.
Durante quegli anni(1933-43) venne premiato per la scultura ai Littoriali della Cultura e dell'Arte, partecipò ad alcune mostre collettive e poté proseguire l'Accademia di Belle Arti con borse di studio. Inoltre avvenne in quel periodo l'incontro con Selene, sua compagna di corso e successivamente di vita.

### Anni di guerra
Nel '43, poco dopo la nascita della figlia Raffaella, durante una visita ai genitori a Carpi, fu avvertito che i tedeschi lo ricercavano per attività sovversive. Fuggì per non essere fucilato in una decimazione. La sua fuga lo portò ad attraversare tutta l'Italia fino a Bari liberata dagli alleati inglesi.
Erano partiti in otto tutti ricercati e lui arrivò a Bari da solo. Tutti gli altri erano stati catturati o uccisi durante il viaggio. La sua forte personalità di artista fece sì che nei due anni passati a Bari, dapprima come prigioniero politico e poi come uomo libero, fosse messo in contatto con le autorità militari inglesi per ritrarre alcune di esse. Fu un periodo fervido di creatività sia nella scultura che nella pittura: sono infatti di quegli anni (1943 -1945) alcuni dei suoi lavori più intensi e maturi. Appena il territorio italiano fu liberato dagli alleati e la guerra finì Baraldi mise insieme quello che aveva dipinto (le sculture erano lavori su commissione) e spostandosi con mezzi di fortuna raggiunse la sua famiglia a Firenze.

### Ultimi anni
Molte sculture e bassorilievi gli furono commissionati da Enti Pubblici per celebrare le vittime della guerra e del lavoro, e si possono ancora vedere nei piccoli paesi nei dintorni di Modena.
Nel 1949 Baraldi e l'amico Bozzolini sbarcarono all'isola d'Elba e da allora ogni estate vi fecero ritorno fondando una piccola ma rumorosa colonia di artisti che andarono a scompigliare la tranquillità del Golfo di Procchio: i pittori delle dune. Le sue tele di questo periodo sono luminose e piene di colore.
Contemporaneamente fu nominato assistente alla cattedra di scultura al Liceo artistico di Firenze, di cui era titolare lo scultore Corrado Vigni.
Le sue condizioni di salute, mai eccellenti per l'asma che lo aveva tormentato tutta la vita, cominciarono a peggiorare sempre di più limitando la sua energia vitale e costringendolo infine a ricoverarsi nel sanatorio fiorentino di Poggiosecco dove rimase per tre anni fino alla sua morte.